# Burmesische Bartfledermaus
Die Burmesische Bartfledermaus (Myotis montivagus) ist eine Art der Mausohren (Myotis) innerhalb der Fledermäuse (Chiroptera). Sie ist über Teile von Südasien bis Südostasien und auf der Insel Borneo verbreitet.

## Merkmale
Die Burmesische Bartfledermaus erreicht eine Kopf-Rumpf-Länge von 56 bis 62 Millimetern und eine Schwanzlänge von 42 bis 48 Millimetern. Der Unterarm hat eine Länge von 40 bis 49 Millimetern, die Hinterfußlänge beträgt 9 bis 10 Millimeter, die Ohrlänge 14 bis 16 Millimeter. Es handelt sich entsprechend um eine mittelgroße Art der Gattung. Das Rückenfell dunkelbraun gefärbt, die Haare haben eine dunkelbraune Basis und eine heller braune Spitze. Die Bauchseite ist etwas blasser braun aufgrund hellerer Haarspitzen. Die Ohren sind kurz und abgerundet, der Tragus ist kurz. Die Flughaut setzt an der Basis der Zehenknochen an den Füßen an. Die Hinterfußlänge ist kürzer als die halbe Tibialänge.
Der Schädel ist kräftig gebaut und besitzt ein breites und flach ausgebildetes Rostrum sowie einen hervorstehenden Hirnschädel (Cranium) ohne Schädelkamm. Die Zähne weisen einige artspezifische Merkmale auf, die Prämolaren P3 des Oberkiefers sind klein und gedrungen.

## Verbreitung

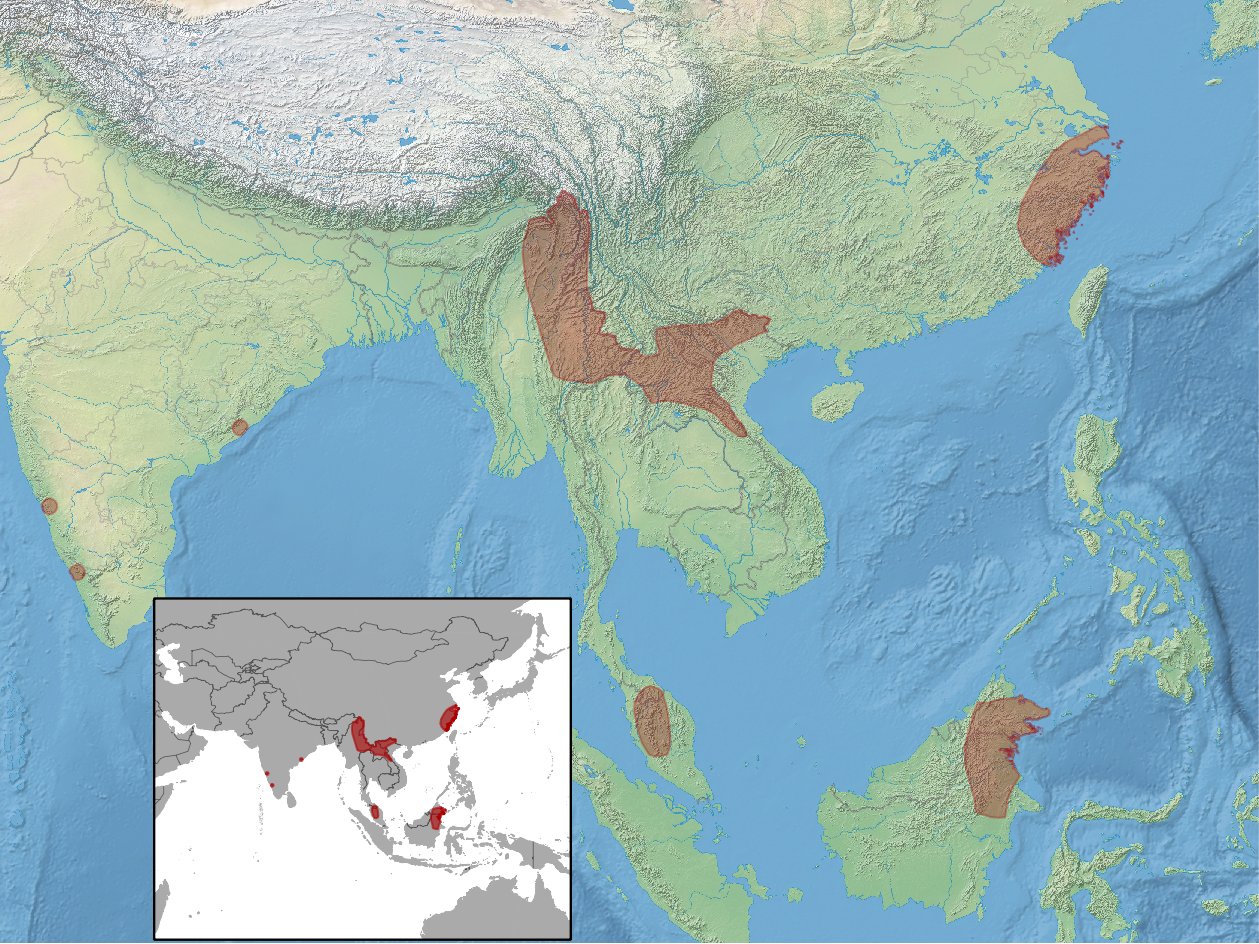
Verbreitungsgebiete der Burmesischen Bartfledermaus

Die Burmesische Bartfledermaus ist über Teile von Südasien bis Südostasien verbreitet. In Südasien reicht das Verbreitungsgebiet von Indien bis nach Myanmar und in die Volksrepublik China. In Indien kommt die Art in Andhra Pradesh, Karnataka, Kerala, Maharashtra, Mizoram, und Tamil Nadu vor. In China ist die Art nur in den Grenzgebieten von Yunnan zum angrenzenden Myanmar sowie in Fujian, Zhejiang, Jiangsu und Shanghai nachgewiesen. In Südostasien lebt die Art sowohl auf dem Festland wie auf den südostasiatischen Inseln, das Verbreitungsgebiet umfasst hier Teile von Myanmar, Laos, Vietnam, das südliche Thailand (ohne publizierte Daten) und Malaysia. In Malaysia ist sie bekannt aus den Batu-Höhlen nahe Kuala Lumpur. Sie kommt zudem auf Borneo vor und ist dort aus Sabah (Malaysia) nahe Kinabatangan und Kalimantan (Indonesien) dokumentiert.

## Lebensweise
Über die Lebensweise der Art liegen nur sehr wenige Informationen vor. Sie kommt im Flachland und in mittleren Höhen bis 1100 Metern des Berglandes vor, in Myanmar sogar bis 1850 Meter. In Indien nutzt sie Ruheplätze in Höhlen, Felsspalten und Erdlöchern in Bergwaldregionen. In Laos wurde sie in Bergwäldern unter 1000 Metern und in offenen Waldgebieten in Höhen von 500 Metern gefangen. In Vietnam und Malaysia wurde sie in stark fragmentierten und landwirtschaftlich genutzten Gebieten in Höhen von etwa 200 Metern dokumentiert, in Vietnam wurden Ruheplätze mit kleinen Kolonien in Spalten einer Brücke gefunden.

## Systematik
Die Burmesische Bartfledermaus wird als eigenständige Art den Mausohren (Gattung Myotis) zugeordnet, zu der mehr als 100 Arten gehören. Die wissenschaftliche Erstbeschreibung stammt von dem irischen Zoologen George Edward Dobson aus dem Jahr 1874, der sie anhand von Exemplaren aus Yunnan beschrieb. Teilweise wurde die Art der Kleinen Bartfledermaus (Myotis mystacinus) zugeordnet, später jedoch als eigenständige Art anerkannt.
Innerhalb der Art werden mehrere Unterarten unterschieden: Myotis m. montivagus, Myotis m. borneoensis, Myotis m. federatus und Myotis m. peytoni.

## Gefährdung und Schutz
Die Art wird von der International Union for Conservation of Nature and Natural Resources (IUCN) als nicht gefährdet („least concern“) eingestuft. Begründet wird diese Zuordnung durch das große Verbreitungsgebiet sowie die großen Bestände. Für Südasien wird als potenzielle Gefährdungsursache vor allem die Störung der Tiere in ihren Ruheplätzen durch zunehmenden Tourismus sowie der Verlust von Lebensräumen angesehen. In anderen Regionen sind keine bestandsgefährdenden Gefahren bekannt.

## Belege
1. 1 2 3 4 5 6  Don E. Wilson Burmese Whiskered Myotis. In: Andrew T. Smith, Yan Xie: A Guide to the Mammals of China. Princeton University Press, 2008; S. 378, ISBN 978-0-691-09984-2.
2. 1 2 3 4 5 6  Myotis montivagus in der Roten Liste gefährdeter Arten der IUCN 2016.2. Eingestellt von: C. Francis, A.M. Hutson, P. Bates, G. Csorba, S. Bumringsri, S. Molur, C. Srinivasulu, 2008. Abgerufen am 25. November 2016.
3. 1 2  Don E. Wilson & DeeAnn M. Reeder (Hrsg.): Myotis montivagus in Mammal Species of the World. A Taxonomic and Geographic Reference (3rd ed), 2005